# Ludwig Greiner
Pour les articles homonymes, voir Greiner.
Ludwig Greiner (1796–1882) fut un expert de l'industrie forestière du XIXe siècle qui améliora l’efficacité des méthodes d'évaluation des surfaces boisées dans l'Empire austro-hongrois et enseigna à une nouvelle génération de forestiers une approche globale de la gestion des ressources naturelles. Bien que son objectif fût orienté par une gestion rentable de la forêt, il introduisit des procédures qui remplacèrent, dans les propriétés des Saxe-Cobourg et Gotha au centre de l'actuelle Slovaquie, les anciennes méthodes d'exploitation fondé sur l'exploitation de la main d'œuvre et source d'érosion des sols. Son insistance pour la création d'un inventaire précis des propriétés de son employeur lui permit de sortir des champs de ses expertises pour s’intéresser à la triangulation et à la géomatique. Sa précision fit de lui le premier à identifier le Gerlachovský štít comme étant le plus haut sommet des Hautes Tatras et de toutes les Carpates.